# Rheotanytarsus barrengarryensis
Rheotanytarsus barrengarryensis är en tvåvingeart som beskrevs av Peter Scott Cranston 1997. Rheotanytarsus barrengarryensis ingår i släktet Rheotanytarsus och familjen fjädermyggor. Inga underarter finns listade i Catalogue of Life.